# Манфредини, Гарри
Гарри Манфредини (англ. Harry Manfredini; род. 25 августа 1943, Чикаго, Иллинойс, США) — американский композитор, известный по работе над серией слэшеров «Пятница, 13-е».

## Биография и карьера
Родился в 1943 году в Чикаго, штат Иллинойс. Получил степень бакалавра в области музыки в Университете ДеПол и степень магистра искусств в Университете Западного Иллинойса, где впоследствии преподавал теорию музыки, оркестровку и дирижирование. Затем Гарри переехал в Нью-Йорк для получения докторской степени в Колумбийском Университете.
Во второй половине 70-х познакомился с режиссёром Шоном Каннингемом и в 1978 стал композитором его фильма «Сироты Мэнни». Манфредини ещё несколько раз работал с режиссёром, в частности, над слэшером «Пятница, 13-е» в 1980. Впоследствии он стал композитором практически всех фильмов серии, а также игры Friday the 13th: The Game в 2017.
Также Манфредини работал с режиссёром эксплуатационного кино Дэвидом ДеКото в его многочисленных низкобюджетных фильмах.
В беседе-интервью с русским музыкантом и писателем Антоном Вильгоцким, Манфредини указал, что на его творчество и музыкальный стиль основное влияние оказали такие композиторы, как Джакомо Пуччини, Игорь Стравинский и Морис Равель.

## Фильмография
| Год  | Название на русском                          | Оригинальное название                   | Режиссёр                 |
| ---- | -------------------------------------------- | --------------------------------------- | ------------------------ |
| 1976 | Сквозь зеркало                               | Through the Looking Glass               | Джонас Миддлтон          |
| 1980 | Пятница, 13-е                                | Friday the 13th                         | Шон Каннингем            |
| 1981 | Пятница, 13-е. Часть 2                       | Friday the 13th Part 2                  | Стив Майнер              |
| 1982 | Болотная тварь                               | Swamp Thing                             | Уэс Крэйвен              |
| 1982 | Пятница, 13-е. Часть 3 в 3D                  | Friday the 13th Part III                | Стив Майнер              |
| 1983 | Весенние каникулы                            | Spring Break                            | Шон Каннингем            |
| 1984 | Полёт ворона                                 | When the Raven Flies                    | Храбн Гюднлёйгссон       |
| 1984 | Пятница, 13-е: Последняя глава               | Friday the 13th: The Final Chapter      | Джозеф Зито              |
| 1984 | У холмов есть глаза 2                        | The Hills Have Eyes Part II             | Уэс Крэйвен              |
| 1985 | Пятница, 13-е: Новое начало                  | Friday the 13th: A New Beginning        | Дэнни Стейнманн          |
| 1986 | Дом                                          | House                                   | Стив Майнер              |
| 1986 | Пятница, 13-е: Джейсон жив                   | Friday the 13th Part VI: Jason Lives    | Том Маклафлин            |
| 1986 | Резня в школе                                | Slaughter High                          | Марк Эзра и Питер Литтен |
| 1987 | Дом 2: Проклятая обитель                     | House II: The Second Story              | Итан Уайли               |
| 1988 | Пятница, 13-е: Новая кровь                   | Friday the 13th Part VII: The New Blood | Джон Карл Бюхлер         |
| 1989 | Глубинная звезда номер 6                     | DeepStar Six                            | Шон Каннингем            |
| 1989 | Дом ужасов                                   | House III: The Horror Show              | Джеймс Айзек             |
| 1992 | Железный орёл 3: Асы                         | Aces: Iron Eagle III                    | Джон Глен                |
| 1992 | Дом 4                                        | House 4: The Repossession               | Льюис Абернати           |
| 1992 | Кикбоксер 3: Искусство войны                 | Kickboxer 3: The Art of War             | Рик Кинг                 |
| 1993 | Парень с того света                          | My Boyfriend's Back                     | Боб Балабан              |
| 1993 | Последняя пятница. Джейсон отправляется в ад | Jason Goes to Hell: The Final Friday    | Адам Маркус              |
| 1997 | Исполнитель желаний                          | Wishmaster                              | Роберт Курцман           |
| 2001 | Джейсон X                                    | Jason X                                 | Джеймс Айзек             |
| 2002 | Вторжение на Землю                           | Terminal Invasion                       | Шон Каннингем            |
| 2006 | Полный облом                                 | Big Nothing                             | Жан-Батист Андреа        |
| 2007 | Анна Николь                                  | The Anna Nicole Smith Story             | Киони Ваксман            |
| 2012 | Белоснежка: Смертельное лето                 | Snow White: A Deadly Summer             | Дэвид Де Кото            |
| 2017 | Камень, ножницы, смерть                      | Rock, Paper, Dead                       | Том Холланд              |